# Discographie de Riccardo Muti
Cette page présente la discographie de Riccardo Muti, ainsi que sa vidéographie.
Voici l'ensemble des enregistrements de studio ainsi que l'ensemble des enregistrements réalisés sur le vif qui ont été publiés par divers labels. Le premier enregistrement de studio de Riccardo Muti — Aida de Verdi — date de 1974. La plupart de ses disques de studio ont été publiés chez EMI, Philips, Sony et CSO Resound, principalement avec l'Orchestre Philharmonia, l'Orchestre de Philadelphie,  l'Orchestre de la Scala de Milan, l'Orchestre philharmonique de Vienne et l'Orchestre symphonique de Chicago. 

## Discographie

### Opéra
- Bellini : I puritani - Mirella Freni, Luciano Pavarotti, Sesto Bruscantini, Chœur et Orchestre symphonique de la Radio italienne de Rome, live, 8.VII.1969 (Opera d'Oro).
- Bellini : I puritani - Cristina Deutekom, Nicolai Gedda, Sesto Bruscantini, Orchestre et Chœur du Mai musical florentin, live à Florence, 1.XII. 1970 (Maggio Musicale Fiorentino)
- Bellini : I puritani - Montserrat Caballé, Alfredo Kraus, Julia Hamari, Matteo Manuguerra, Ambrosian Opera Chorus, Philharmonia Orchestra, 1980 (EMI).
- Bellini : I Capuleti e i Montecchi - Agnes Baltsa, Edita Gruberová, Gwynne Howell, Chorus & Orchestra of the Royal Opera House, Covent Garden, 1985 (EMI)[1].
- Bellini : Norma - Montserrat Caballé, Fiorenza Cossotto, Carlo Cossutta, Luigi Roni, Chor und Orchester der Wiener Staatsoper, live à l'Opéra de Vienne, 17.III.1977 (Exclusive / Serenissima).
- Bellini : Norma - Jane Eaglen, Orchestre et Chœur du Mai musical florentin, 1994 (EMI).
- Boito : Mefistofele - Samuel Ramey, Michèle Crider, Vincenzo La Scola, Coro e Orchestra del Teatro alla Scala di Milano, 1995 (RCA).
- Boito : Prologue de Mefistofele - Riccardo Zanellato (basse), Chicago Symphony Orchestra & Chorus, concert à Chicago, juin 2017 (album Italian Masterworks [Verdi, Puccini, Mascagni, Boito], CSO Resound, 2018).
- Cherubini : Lodoïska - Mariella Devia, Bernard Lombardo, Thomas Moser, Alessandro Corbelli, William Shimell, Mario Luperi, Coro e Orchestra del Teatro alla Scala di Milano, 1991 (Sony).
- Cherubini : Ouverture de Lodoïska - Orchestre national de France, concert au Théâtre des Champs-Élysées, 13 mars 2008 (coffret Orchestre national de France, 80 ans de concerts inédits, Radio France/INA).
- Cimarosa : Chi dell'altrui si veste presto si spoglia - Sesto Bruscantini, Paolo Montarsolo, Maddalena Bonifacio, Orchestra A. Scarlatti di Napoli della RAI, live, 19.X.1968 (Nuova Era).
- Donizetti : Don Pasquale - Mirella Freni, Sesto Bruscantini, Leo Nucci, Gösta Winbergh, Ambrosian Opera Chorus, Philharmonia Orchestra, 1984 (EMI).
- Donizetti : Don Pasquale - Emilia Ravaglia, Fernando Corena, Rolando Panerai, Wiener Staatsopernchor, Wiener Philharmoniker, live à Salzbourg, 11.VIII.1971 (Melodram).
- Donizetti : Don Pasquale - Graziella Sciutti, Fernando Corena, Rolando Panerai, Wiener Staatsopernchor, Wiener Philharmoniker, live à Salzbourg, 13.VIII.1972 (Opera d'Oro / Foyer).
- Gluck, Orfeo ed Euridice - Agnes Baltsa, Margaret Marshall, Edita Gruberova, Philharmonia Orchestra, 1981 (EMI).
- Gluck : Iphigénie en Tauride - Carol Vaness, Thomas Allen, Coro e Orchestra del Teatro alla Scala di Milano, 1992 (Sony)[1].
- Leoncavallo : Pagliacci - Richard Tucker, Mietta Sighele, Orchestre et Chœur du Mai musical florentin, live à Florence, 1971 (Opera d'Oro).
- Leoncavallo : Pagliacci - José Carreras, Renata Scotto, Philharmonia Orchestra, 1980 (EMI).
- Leoncavallo : Pagliacci - Luciano Pavarotti, Daniela Dessì, The Philadelphia Orchestra, 1993 (Philips).
- Mascagni : Cavalleria rusticana - Montserrat Caballé, José Carreras, Matteo Manuguerra, Julia Hamari, Astrid Varnay, Ambrosian Opera Chorus, Philharmonia Orchestra, 1979 (EMI).
- Mascagni : Cavalleria rusticana - Anita Rachvelishvili, Piero Pretti, Luca Salsi, Ronnita Miller, Sasha Cooke, Chicago Symphony Orchestra & Chorus, concert à Chicago, Orchestra Hall, février 2020 (CSO Resound, 2022).
- Mascagni : Intermezzo de Cavalleria rusticana - Chicago Symphony Orchestra, concert à Chicago, juin 2017 (album Italian Masterworks [Verdi, Puccini, Mascagni, Boito], CSO Resound, 2018).
- Mercadante: I due Figaro - Antonio Poli, Asude Karayavuz, Mario Cassi, Eleonora Buratto, Annalisa Stroppa, Rosa Feola, Philharmonia Chor Wien, Orchestra Giovanile Luigi Cherubini, 2011 (Ducale).
- Meyerbeer : L'Africana - Jessye Norman, Veriano Luchetti, Orchestre du Mai musical florentin, live à Florence, 1971 (Opera d'Oro).
- Mozart : Così fan tutte - Margaret Marshall, Agnes Baltsa, Francisco Araiza, James Morris, Kathleen Battle, José van Dam, Konzertvereinigung Wiener Staatsopernchor, Wiener Philharmoniker, 1982 (EMI).
- Mozart : Le nozze di Figaro - Jorma Hynninen, Margaret Price, Kathleen Battle, Thomas Allen, Ann Murray, Konzertvereinigung Wiener Staatsopernchor, Wiener Philharmoniker, 1986 (EMI)[1].
- Mozart : Don Giovanni - William Shimell, Samuel Ramey, Cheryl Studer, Carol Vaness, Frank Lopardo, Jan-Hendrik Rootering, Konzertvereinigung Wiener Staatsopernchor, Wiener Philharmoniker, 1990 (EMI).
- Mozart: La clemenza di Tito - Gösta Winbergh, Carol Vaness, Christine Barbaux, László Polgár, Delores Ziegler, Wiener Philharmoniker, 1988 (EMI).
- Paisiello : Nina o sia la pazza per amore - Anna Caterina Antonacci, Donatella Lombardi, Juan Diego Flórez, Michele Pertusi, Coro e Orchestra del Teatro alla Scala di Milano, live à Milan, 25.IX.1999 (Ricordi).
- Pergolesi : Lo frate 'nnamorato - Alessandro Corbelli, Nuccia Focile, Amelia Felle, Orchestra del Teatro alla Scala di Milano, live à Milan, décembre 1989 (EMI).
- Puccini : Tosca - Carol Vaness, Giuseppe Giacomini (it), Giorgio Zancanaro, The Philadelphia Orchestra, Westminster Symphonic Choir, 1992 (Philips)[1].
- Puccini : Tosca - Maria Guleghina, Salvatore Licitra, Leo Nucci, Coro e Orchestra del Teatro alla Scala di Milano, 2000 (Sony).
- Puccini : Manon Lescaut - Maria Guleghina, José Cura, Coro e Orchestra del Teatro alla Scala di Milano, 1998 (Deutsche Grammophon).
- Puccini : Intermezzo de Manon Lescaut - Chicago Symphony Orchestra, concert à Chicago, juin 2017 (album Italian Masterworks [Verdi, Puccini, Mascagni, Boito], CSO Resound, 2018).
- Rossini : Guglielmo Tell - Nicolai Gedda, Éva Marton, Orchestre et Chœur du Mai musical florentin, live, 1.IV.1972 (Opera d'Oro).
- Rossini : Guglielmo Tell - Giorgio Zancanaro, Cheryl Studer, Chris Merritt, Coro e Orchestra del Teatro alla Scala di Milano, 1988 (Philips).
- Rossini : La donna del lago - June Anderson, Martine Dupuy, Rockwell Blake, Chris Merritt, Coro e Orchestra del Teatro alla Scala di Milano, 1992 (Philips).
- Scarlatti (D.) : La Dirindina, intermezzo en deux parties - Emilia Ravaglia, Franco Bonisolli, Sesto Bruscantini, Orchestra A. Scarlatti di Napoli della RAI, live, 19.X.1968 (Nuova Era).
- Spontini : Agnes von Hohenstaufen - Montserrat Caballé, Antonietta Stella, Sesto Bruscantini, Chœur et Orchestre Symphonique de la Radio italienne de Rome, live, 30.IV.1970 (Opera d'Oro).
- Spontini : La Vestale - Karen Huffstodt, Anthony Michaels-Moore, Coro e Orchestra del Teatro alla Scala di Milano, 1993 (Sony).
- Verdi : Aida - Montserrat Caballé, Plácido Domingo, Fiorenza Cossotto, Piero Cappuccilli, Nicolaï Ghiaurov, New Philharmonia Orchestra, Chorus of the Royal Opera House, 1974 (EMI).
- Verdi : Aida - Gwyneth Jones, Viorica Cortez, Plácido Domingo, Bonaldo Giaiotti, Eugene Holmes, Tugomir Franc, Chor und Orchester der Wiener Staatsoper, live à l'Opéra de Vienne, 1973 (Bella Voce).
- Verdi : Aida - Anna Tomowa-Sintow, Brigitte Fassbaender, Plácido Domingo, Siegmund Nimsgern, Robert Lloyd, Chor der Bayerischen Staatsoper, Bayerisches Staatsorchester, live, Opéra d'État de Bavière, 22 mars 1979 (Orfeo).
- Verdi : Attila - Ruggero Raimondi, Antonietta Stella, Chœur et Orchestre Symphonique de la Radio italienne de Rome, live, 21.XI.1970 (Opera d'Oro).
- Verdi : Attila - Nicolai Ghiaurov, Leyla Gencer, Norman Mittelmann, Veriano Luchetti, Orchestre et Chœur du Mai musical florentin, live à Florence, 10.XII.1972 (Maggio Musicale Fiorentino).
- Verdi : Attila - Samuel Ramey, Cheryl Studer, Neil Shicoff, Giorgio Zancanaro, Coro e Orchestra del Teatro alla Scala di Milano, 1989 (EMI).
- Verdi : Un ballo in maschera - Richard Tucker, Renato Bruson, Cristina Deutekom, Carmen Gonzales, Orchestra e Coro del Teatro Comunale, live à Florence, 12.I.1972 (Foyer).
- Verdi : Un ballo in maschera - Richard Tucker, Renato Bruson, Orianna Santunione, Lili Chookasian - Orchestre et Chœur du Mai musical florentin, live à Florence, 26.I.1974 (Maggio Musicale Fiorentino).
- Verdi : Un ballo in maschera - Martina Arroyo, Plácido Domingo, Piero Cappuccilli, Fiorenza Cossotto, Reri Grist, New Philharmonia Orchestra, Chorus of the Royal Opera House, 1975 (EMI).
- Verdi : Don Carlo - Luciano Pavarotti, Daniela Dessì, Samuel Ramey, Paolo Coni, Coro e Orchestra del Teatro alla Scala di Milano, live à Milan, 1994 (EMI).
- Verdi : Ernani - Plácido Domingo, Mirella Freni, Renato Bruson, Nicolai Ghiaurov, Coro e Orchestra del Teatro alla Scala di Milano, 1982 (EMI).
- Verdi : Falstaff - Juan Pons, Daniela Dessì, Roberto Frontali, Ramón Vargas, Coro e Orchestra del Teatro alla Scala di Milano, 1994 (Sony).
- Verdi : Falstaff - Kiril Manolov, Sergio Vitale, Federico Longhi, Mattia Olivieri, Giovanni Sebastiano Sala, Matthias Stier..., Coro del Teatro Municipale di Piacenza, Orchestra Giovanile Luigi Cherubini, 2016 (RMMusic).
- Verdi : La forza del destino - Mirella Freni, Plácido Domingo, Giorgio Zancanaro, Paul Plishka, Dolora Zajic, Coro e Orchestra del Teatro alla Scala di Milano, 1986 (EMI).
- Verdi : La forza del destino - Orianna Santunione, Matteo Manuguerra, Sesto Bruscantini, Veriano Luchetti, Cesare Siepi - Orchestre et Chœur du Mai musical florentin, live à Florence, 13.XII.1974 (Maggio Musicale Fiorentino).
- Verdi : Macbeth - Sherrill Milnes, Fiorenza Cossotto, José Carreras, Ruggero Raimondi, New Philharmonia Orchestra, Ambrosian Opera Chorus, 1976 (EMI).
- Verdi : Macbeth - Renato Bruson, Renata Scotto, Neil Shicoff, Robert Lloyd, Robert Tear, Chorus & Orchestra of the Royal Opera House, Covent Garden, live à Londres, 1981 (Ponto).
- Verdi : I masnadieri - Carlo Cava, Renato Cioni, Licinio Montefusco, Luisa Maragliano, Orchestre et Chœur du Mai musical florentin, live au Théâtre communal de Florence, 16.XII.1969 (Hunt).
- Verdi : Nabucco - Renata Scotto, Veriano Luchetti, Nicolai Ghiaurov, Elena Obraztsova, Philharmonia Orchestra, Ambrosian Opera Chorus, 1977 (EMI).
- Verdi : Nabucco - Cristina Deutekom, Siegmund Nimsgern, Nunzio Todisco, Bonaldo Giaiotti, Sylvia Corbacho, Orchestre et Chœur du Mai musical florentin, live au Théâtre communal de Florence, 1977 (Gala).
- Verdi : Otello - Carlo Cossutta, Renata Scotto, Renato Bruson - Orchestre et Chœur du Mai musical florentin, live à Florence, 11.V.1980 (Living Stage).
- Verdi : Otello - Aleksandrs Antonenko, Krassimira Stroyanova, Carlo Guelfi, Chicago Symphony Orchestra & Chorus, 2011 (CSO Resound).
- Verdi : Rigoletto - Giorgio Zancanaro, Daniela Dessì, Vincenzo La Scola, Paata Burchuladze, Coro e Orchestra del Teatro alla Scala di Milano, 1988 (EMI).
- Verdi : Rigoletto - Renato Bruson, Andrea Rost, Roberto Alagna, Coro e Orchestra del Teatro alla Scala di Milano, 1995 (Sony).
- Verdi : La traviata - Renata Scotto, Alfredo Kraus, Renato Bruson, Philharmonia Orchestra, Ambrosian Opera Chorus, 1980 (EMI).
- Verdi : La traviata - Tiziana Fabbricini, Roberto Alagna, Paolo Coni, Coro e Orchestra del Teatro alla Scala di Milano, 1992 (Sony).
- Verdi : Il trovatore - Gilda Cruz-Romo, Carlo Cossutta, Fiorenza Cossotto, Matteo Manuguerra, Orchestre et Chœur du Mai musical florentin, live à Florence, 1978 (Serenissima).
- Verdi : Il trovatore - Barbara Frittoli, Salvatore Licitra, Violeta Urmana, Leo Nucci, Coro e Orchestra del Teatro alla Scala di Milano, 2000 (Sony).
- Verdi : I vespri siciliani - Renata Scotto, Veriano Luchetti, Renato Bruson, Ruggero Raimondi, Orchestre et Chœur du Mai musical florentin, live à Florence, 1978 (Gala).
- Verdi : I vespri siciliani - Cheryl Studer, Chris Merritt, Giorgio Zancanaro, Ferruccio Furlanetto, Coro e Orchestra del Teatro alla Scala di Milano, 1990 (EMI).
- Verdi : Ballets d'opéras (I vespri siciliani, Macbeth, Aida) - Philharmonia Orchestra, 1981 (EMI).
- Verdi : Chœurs d'opéras (Nabucco, Ernani, I Lombardi alla prima crociata, Attila, Il trovatore, Rigoletto, La forza del destino, Macbeth) - Coro e Orchestra del Teatro alla Scala di Milano, 1987-1991 (EMI)
- Verdi : Ouverture de La forza del destino - Wiener Philharmoniker, concert à Tokyo, NHK Hall, 3.IV.1975 (Altus).
- Verdi : Ouvertures (Nabucco, Giovanna d'Arco, La battaglia di Legnano, Luisa Miller, I vespri siciliani, La Forza del destino) - New Philharmonia Orchestra, 1977 (EMI).
- Verdi : Ouvertures et Préludes, vol. I (La forza del destino, Attila, Nabucco, La traviata [actes I & III], Giovanna d'Arco, La battaglia di Legnano, I masnadieri, Un ballo in maschera, Luisa Miller, Aida, I vespri siciliani) - Orchestra Filarmonica della Scala, 1993 (Sony).
- Verdi : Ouvertures et Préludes, vol. II (I due Foscari, La forza del destino [acte III], Un ballo in maschera [acte II], Rigoletto, Oberto, Macbeth, Il finto Stanislao, I Lombardi alla prima crociata, Il corsaro, Alzira, Ernani, Stiffelio) - Orchestra Filarmonica della Scala, 1995 (Sony).
- Verdi : Nabucco (ouverture, « Gli arredi festivi »), Macbeth (« Patria oppressa ! »), I vespri siciliani (ouverture) - Chicago Symphony Orchestra & Chorus, concert à Chicago, juin 2017 (album Italian Masterworks [Verdi, Puccini, Mascagni, Boito], CSO Resound, 2018).

### Musique symphonique, musique sacrée...
- Bach (Jean-Sébastien) : Concerto brandebourgeois n° 2 en fa majeur BWV 1047 - Maurice André (trompette), Philharmonia Orchestra, 1985 (EMI).
- Bartók : Deux Images - Orchestra Filarmonica della Scala, 1995 (Sony).
- Bartók : Concerto pour piano n° 2 - Dino Ciani, Orchestre symphonique de la Radio italienne de Milan, concert à Milan, 28.II.1969 (Fonit Cetra).
- Bates (Mason) : Alternative Energy / Clyne (Anna) : Night Ferry - Chicago Symphony Orchestra, 2012 (CSO Resound).
- Bates (Mason) : Anthology of Fantastic Zoology - Chicago Symphony Orchestra, 2016 (CSO Resound).
- Beethoven : Symphonie n° 3 - Wiener Philharmoniker, concert à Vienne, Musikverein, Grosser Saal, 21.VI.1992 (Altus).
- Beethoven : Symphonie n° 7 - The Philadelphia Orchestra, 1978 (EMI).
- Beethoven : Intégrale des symphonies, Ouvertures de Fidelio, Léonore III, La Consécration de la maison - Cheryl Studer, Delores Ziegler, Peter Seiffert, James Morris, The Westminster Choir, The Philadelphia Orchestra, 1985-1988 (EMI).
- Beethoven : Ouverture Les Créatures de Prométhée - Wiener Philharmoniker, concert à Tokyo, NHK Hall, 3.IV.1975 (Altus).
- Beethoven : Ouverture Coriolan  - concert du 150e anniversaire de l'Orchestre philharmonique de Vienne, 22 mars 1992, Musikverein (Vienne) (Sony, 2021).
- Beethoven : Concerto pour violon - Vadim Repin, Wiener Philharmoniker, 2007 (Deutsche Grammophon).
- Beethoven : Concerto pour piano n° 3, Andante Favori - Sviatoslav Richter, Philharmonia Orchestra, 1978 (EMI).
- Beethoven : Concerto pour piano n° 3 - Sviatoslav Richter, Orchestre du Mai musical florentin, concert à Florence, 2.XI.1974 (Maggio Musicale Fiorentino).
- Beethoven : Concerto pour piano n° 5 - Rudolf Buchbinder, Wiener Philharmoniker, 2021 (Deutsche Grammophon).
- Bellini : Symphonie en mi bémol majeur - Orchestre symphonique de la Radio italienne de Milan, concert, 1968 (Stradivarius).
- Berlioz : Roméo et Juliette - Jessye Norman, John Aler, Simon Estes, The Philadelphia Orchestra, 1986 (EMI).
- Berlioz : Symphonie fantastique - The Philadelphia Orchestra, 1985 (EMI)[1].
- Berlioz : Symphonie fantastique, Lélio - Gérard Depardieu (narrateur), Mario Zeffiri, Kyle Ketelsen, Chicago Symphony Orchestra & Chorus, concert à Chicago, IX.2010 (CSO Resound).
- Brahms : Symphonies n° 1 à 4, Variations Haydn, Ouverture tragique, Ouverture pour une fête académique - The Philadelphia Orchestra, 1989-1990 (Philips).
- Brahms : Rhapsodie pour alto - Jessye Norman, Choral Arts Society of Philadelphia, The Philadelphia Orchestra, 1989 (Philips).
- Brahms : Double Concerto - Rainer Küchl (violon), Robert Scheiwein (violoncelle), Wiener Philharmoniker, concert à Tokyo, NHK Hall, 3.IV.1975 (Altus).
- Brahms : Concerto pour piano n° 1 - Alexis Weissenberg, The Philadelphia Orchestra, 1984 (EMI).
- Brahms : Sérénade n° 1 en ré majeur op. 11 - Orchestra Filarmonica della Scala, 1993 (Sony).
- Britten : Four Sea Interludes - Orchestre symphonique de la Radio italienne de Milan, concert, 1968 (Stradivarius).
- Bruckner : Symphonie n° 2 - Wiener Philharmoniker, 2017 (Deutsche Grammophon).
- Bruckner : Symphonies n° 4 & n° 6 - Berliner Philharmoniker, 1986/1988 (EMI).
- Bruckner : Symphonie n° 9 - Chicago Symphony Orchestra, 2017 (CSO Resound).
- Busoni : Turandot Suite - Orchestra Filarmonica della Scala, 1993 (Sony).
- Casella : Paganiniana - Orchestra Filarmonica della Scala, 1993 (Sony).
- Catalani : Scherzo, Contemplazione - Orchestra Filarmonica della Scala, 1997 (album Puccini, Catalani, Ponchielli per orchestra, Sony, 1998)[1].
- Chabrier : España - The Philadelphia Orchestra, 1980 (EMI).
- Chausson : Poème de l'amour et de la mer - Waltraud Meier, The Philadelphia Orchestra, 1994 (EMI).
- Cherubini : Requiem en ré mineur pour chœur d'hommes et orchestre - Ambrosian Singers, New Philharmonia Orchestra, 1975 (EMI).
- Cherubini : Requiem en ut mineur à la mémoire de Louis XVI - Ambrosian Singers, Philharmonia Orchestra, 1982 (EMI).
- Cherubini : Messe solennelle en sol majeur pour le sacre de Louis XVIII - London Philharmonic Orchestra & Chorus, 1988 (EMI).
- Cherubini : Messe solennelle en la majeur pour le couronnement de Charles X, Marche religieuse - Philharmonia Orchestra & Chorus, 1984 (EMI)[1].
- Cherubini : Messe solennelle en ré mineur - Camilla Tilling, Sara Fulgoni, Kurt Streit, Tómas Tómasson, Chor und Symphonieorchester des Bayerischen Rundfunks, 2001 (EMI).
- Cherubini : Messe « de Chimay » en fa majeur - Ruth Ziesak, Herbert Lippert, Ildar Abdrazakov, Chor und Symphonieorchester des Bayerischen Rundfunks, 2003 (EMI).
- Cherubini : Missa solemnis en mi majeur, Antifona sul canto fermo 8. tona, Nemo gaudeat - Ruth Ziesak, Marianna Pizzolato, Herbert Lippert, Ildar Abdrazakov, Chor und Symphonieorchester des Bayerischen Rundfunks, 2007 (EMI).
- Chostakovitch : Symphonie n° 5, Ouverture de fête - The Philadelphia Orchestra, 1993 (EMI).
- Chostakovitch : Symphonie n° 13 - Ruggero Raimondi, Chœur et Orchestre symphonique de la Radio italienne de Rome, concert à Rome, 31 janvier 1970 (Memories).
- Chostakovitch : Symphonie n° 13 - Alexey Tikhomirov, Chicago Symphony Orchestra & Chorus, 2020 (CSO Resound).
- Chostakovitch : Suite sur des poèmes de Michel-Ange - Ildar Abdrazakov, Chicago Symphony Orchestra, 2016 (CSO Resound).
- Debussy : La Mer - The Philadelphia Orchestra, 1994 (EMI).
- Dvořák : Symphonie n° 9 - Wiener Philharmoniker, concert à Tokyo, NHK Hall, 3.IV.1975 (Altus).
- Dvořák : Symphonie n° 9 - New Philharmonia Orchestra, 1976 (EMI).
- Dvořák : Concerto pour violon, Romance en fa mineur op. 11 - Kyung-Wha Chung, The Philadelphia Orchestra, 1989 (EMI).
- Elgar : In the South (Alassio) - Orchestra Filarmonica della Scala, 1993 (Sony).
- Falla : Le Tricorne - The Philadelphia Orchestra, 1980 (EMI).
- Franck : Symphonie en ré mineur, Le Chasseur maudit - The Philadelphia Orchestra, 1981 (EMI).
- Philip Glass : Symphonie n° 11 / Jessie Montgomery : Hymn for Everyone / Max Raimi, Three Lisel Mueller Settings - Elizabeth DeShong (mezzo-soprano), Chicago Symphony Orchestra, 2023 (Contemporary American Composers, CSO Resound).
- Haendel : Water Music - Berliner Philharmoniker, 1985 (EMI).
- Haydn : Les Sept Dernières Paroles du Christ en croix - Wiener Philharmoniker, concert au Festival de Salzbourg, 1982 (EMI).
- Haydn : Les Sept Dernières Paroles du Christ en croix - Berliner Philharmoniker, 1991 (Philips).
- Haydn : Les Sept Dernières Paroles du Christ en croix -  Orchestra Filarmonica della Scala, 2001 (Musicom).
- Haydn : Concerto pour trompette et orchestre en mi bémol majeur - Maurice André, Philharmonia Orchestra, 1985 (EMI).
- Haydn : Symphonie n° 39 - Orchestre national de France, concert au Théâtre des Champs-Élysées, 13 mars 2008 (coffret Orchestre national de France, 80 ans de concerts inédits, Radio France/INA).
- Haydn : Symphonie n° 48 - Wiener Philharmoniker, concert à Vienne, Musikverein, Grosser Saal, 21.VI.1992 (Altus).
- Liszt : Faust-Symphonie, Les Préludes - Gösta Winbergh, The Philadelphia Orchestra, 1983 (EMI).
- Mahler : Symphonie n° 1 - The Philadelphia Orchestra, 1984 (EMI).
- Mahler : Rückert-Lieder - Christa Ludwig, concert du 150e anniversaire de l'Orchestre philharmonique de Vienne, 22 mars 1992, Musikverein, Vienne (Sony, 2021).
- Martucci : La canzone dei ricordi, Concerto pour piano - Mirella Freni, Carlo Bruno (piano), Orchestra Filarmonica della Scala, 1995 (Sony)[1].
- Martucci : Notturno, Novelletta, Giga - Orchestra Filarmonica della Scala, 1993 (Sony).
- Mendelssohn : Paulus - Agnes Giebel, Oralia Domínguez, Theo Altmeier, Siegmund Nimsgern, Robert Amis El Hage, Orchestre et Chœur de la Radio italienne de Milan, concert à Milan, 15 décembre 1970 (Memories).
- Mendelssohn : Symphonies n° 3, 4, 5 - New Philharmonia Orchestra, 1975-1979 (EMI).
- Mendelssohn : Symphonie n° 4 - concert du 150e anniversaire de l'Orchestre philharmonique de Vienne, 22 mars 1992, Musikverein, Vienne (Sony, 2021).
- Moussorgski : Tableaux d'une exposition (orch. Ravel) - The Philadelphia Orchestra, 1984 (EMI)[1].
- Moussorgski : Tableaux d'une exposition (orch. Ravel), Une nuit sur le mont Chauve - The Philadelphia Orchestra, 1991 (Philips).
- Mozart : Requiem, Ave verum corpus - Patrizia Pace, Waltraud Meier, Frank Lopardo, James Morris, Swedish Radio Choir, Stockholmer Kammerchor, Berliner Philharmoniker, 1987 (EMI).
- Mozart : Symphonie n° 24 - Philharmonia Orchestra, 1983 (EMI).
- Mozart : Symphonies n° 25 & n° 29 - New Philharmonia Orchestra, 1977 (EMI).
- Mozart : Symphonie n° 41, Divertimento K. 136 - Berliner Philharmoniker, 1985/1988 (EMI).
- Mozart : Symphonies n° 25, 29, 31, 33, 34, 35, 36, 38, 39, 40, 41 - Wiener Philharmoniker, 1991-1997 (Philips).
- Mozart : Symphonies n° 35 & n° 41 - Orchestra Giovanile Luigi Cherubini, concerts, 2014 & 2009 (RMMusic).
- Mozart : Concerto pour piano n° 22 - Maurizio Pollini, Orchestra dei Pomeriggi Musicali, concert, 3 mai 1969 (Esquire).
- Mozart : Concerto pour piano n° 22 - Sviatoslav Richter, Philharmonia Orchestra, 1983 (EMI).
- Mozart :  Concertos pour piano n° 24 & n° 27 - Sviatoslav Richter, Orchestre du Mai musical florentin, concerts à Florence, 20.XI.1971 et 4.XII.1976 (Maggio Musicale Fiorentino).
- Mozart : Concertos pour violon n° 2 & n° 4 - Anne-Sophie Mutter, Philharmonia Orchestra, 1982 (EMI).
- Mozart : Sinfonia concertante pour violon et alto - Gerhart Hetzel, Rudolf Streng, Wiener Philharmoniker, concert à Salzbourg, 27 juillet 1974 (Orfeo).
- Mozart : Concerto pour clarinette - Patrick Messina, Orchestre national de France, concert au Théâtre des Champs-Élysées le 14 avril 2007 (Radio France).
- Mozart : Concerto pour clarinette, Concerto pour flûte et harpe - Fabrizio Meloni (clarinette), Bruno Cavallo (flûte), Luisa Prandina (harpe), Orchestra Filarmonica della Scala, 1998/1999 (Musicom).
- Orff : Carmina Burana - Arleen Augér, Jonathan Summers, John van Kesteren, Philharmonia Orchestra & Chorus, 1980 (EMI).
- Paganini : Concerto pour violon n° 4, Sonata Varsavia (orchestration de Pietro Spada) - Gidon Kremer, Wiener Philharmoniker, 1995 (Philips).
- Pergolesi : Stabat Mater, Salve Regina, In coelestibus regnis - Barbara Frittoli, Anna Caterina Antonacci, Solisti dell'Orchestra Filarmonica della Scala, 1996 (EMI).
- Persichetti (Vincent) : Symphonie n° 5 - The Philadelphia Orchestra, 1990 (New World Records).
- Ponchielli : Elegia - Orchestra Filarmonica della Scala, 1997 (album Puccini, Catalani, Ponchielli per orchestra, Sony, 1998)[1].
- Prokofiev : Ivan le Terrible, Sinfonietta op. 48 - Irina Arkhipova, Anatoly Mokrenko, Ambrosian Chorus, Philharmonia Orchestra, 1978 (EMI).
- Prokofiev : Symphonies n° 1, 3, 5, La Rencontre de la Volga et du Dom - The Philadelphia Orchestra, 1990 (Philips)[1].
- Prokofiev : Roméo et Juliette, suites n° 1 & 2 - The Philadelphia Orchestra, 1985 (EMI).
- Prokofiev : Roméo et Juliette (suite) - Chicago Symphony Orchestra, 2014 (CSO Resound).
- Puccini : Preludio sinfonico en la majeur, Intermezzo (Sabbat des sorcières) de Le Villi, Capriccio sinfonico - Orchestra Filarmonica della Scala, 1997 (album Puccini, Catalani, Ponchielli per orchestra, Sony, 1998).
- Rachmaninov : Concertos pour piano n° 2 & 3, Rhapsodie sur un thème de Paganini - Andreï Gavrilov, The Philadelphia Orchestra, 1984 (EMI).
- Rands (Bernard) : Le Tambourin (suites 1 & 2), Ceremonial 3 - The Philadelphia Orchestra, 1993 (New World Records).
- Ravel : Boléro, Daphnis et Chloé (suite n° 2), Alborada del gracioso - The Philadelphia Orchestra, 1982 (EMI).
- Ravel : Boléro - concert du 150e anniversaire de l'Orchestre philharmonique de Vienne, 22 mars 1992, Musikverein, Vienne (Sony, 2021).
- Ravel : Rapsodie espagnole - The Philadelphia Orchestra, 1980 (EMI).
- Ravel : Une barque sur l'océan - The Philadelphia Orchestra, 1994 (EMI).
- Ravel : Concerto pour la main gauche - Sviatoslav Richter, Orchestra Sinfonica del Teatro Comunale di Genoa, concert, 14.VI.1969 (Parnassus).
- Respighi : Pini di Roma, Fontane di Roma, Feste romane - The Philadelphia Orchestra, 1985 (EMI).
- Rimski-Korsakov : Schéhérazade - The Philadelphia Orchestra, 1982 (EMI).
- Rodrigo : Concerto d'Aranjuez pour guitare et orchestre - Narciso Yepes, Orchestre symphonique de la Radio italienne de Milan, concert à Milan, 14.XII.1968 (Stradivarius / Fonit Cetra).
- Rodrigo : Concerto d'Aranjuez pour guitare et orchestre - Alirio Díaz, Orchestre du Mai musical florentin, concert à Florence, 23.XI.1973 (Maggio Musicale Fiorentino).
- Rossini : Stabat Mater - Catherine Malfitano, Agnes Baltsa, Robert Gambill, Gwynne Howell, Orchestre et Chœur du Mai musical florentin, 1982 (EMI).
- Rossini : Ouvertures (La scala di seta, Il barbiere di Siviglia, Semiramide, Il viaggio a Reims, Le Siège de Corinthe, Guglielmo Tell) - Philharmonia Orchestra, 1980 (EMI).
- Rossini : Ouverture de Semiramide - Wiener Philharmoniker, concert à Salzbourg, 17 août 1972 (Orfeo).
- Rota : Suite du ballet La strada, Concerto pour cordes, Danses du Guépard - Orchestra Filarmonica della Scala, 1994 (Sony).
- Rota : Music for film (Le Parrain, Huit et demi, La Dolce Vita, Répétition d'orchestre, Le Guépard, Rocco et ses frères) - Orchestra Filarmonica della Scala, 1997 (Sony)[1].
- Rota : Concertos pour piano - Giorgia Tomassi, Orchestra Filarmonica della Scala, 2002 (Sony).
- Saint-Saëns : Concerto pour piano n° 4 - Robert Casadesus, Orchestre symphonique de la Radio italienne de Milan, concert, 29.III.1968 (Stradivarius).
- Schoenberg : Kol Nidre - Chicago Symphony Orchestra & Chorus, 2016 (CSO Resound).
- Schubert :  Intégrale des symphonies, Rosamunde (ouverture « la Harpe enchantée », musiques de ballet I & II) - Wiener Philharmoniker, 1987-1993 (EMI).
- Schubert : Symphonie no 8 - concert du 150e anniversaire de l'Orchestre philharmonique de Vienne, 22 mars 1992, Musikverein, Vienne (Sony, 2021).
- Schumann : Symphonies n° 1 à 4, Ouvertures Die Braut von Messina, Hermann und Dorothea - Philharmonia Orchestra, 1976-1979 (EMI).
- Schumann : Symphonies n° 1 à 4 - Wiener Philharmoniker, 1994-1996 (Philips).
- Schumann : Concerto pour piano - Sviatoslav Richter, Wiener Philharmoniker, concert à Salzbourg, 17 août 1972 (Orfeo).
- Schumann : Concerto pour violon - Gidon Kremer, Philharmonia Orchestra, 1983 (EMI).
- Scriabine :  Symphonies n° 1, 2, 3, Poème de l'extase, Prométhée ou le Poème du feu - The Philadelphia Orchestra, 1986 (EMI)[1].
- Sibelius : Concerto pour violon - Gidon Kremer, Philharmonia Orchestra, 1983 (EMI).
- Strauss (R.) : Don Juan, Aus Italien - Berliner Philharmoniker, 1990 (Philips).
- Strauss (R.) : Le Bourgeois gentilhomme - Wiener Philharmoniker, 2017 (Deutsche Grammophon).
- Stravinsky : Le Sacre du printemps, Petrouchka - The Philadelphia Orchestra, 1982 (EMI)[1].
- Stravinsky : L'Oiseau de feu (suite) - The Philadelphia Orchestra, 1985 (EMI).
- Stravinsky : Le Baiser de la fée - Orchestra Filarmonica della Scala, 1995 (Sony).
- Tchaïkovski : Symphonies n° 1 à 6, Symphonie Manfred, Roméo et Juliette, Sérénade pour cordes, Le Lac des cygnes (suite), La Belle au bois dormant (suite), Francesca da Rimini, Hamlet (ouverture fantaisie), Ouverture solennelle 1812 - Philharmonia Orchestra, The Philadelphia Orchestra, 1975-1991 (EMI).
- Tchaïkovski : Roméo et Juliette, Symphonie n° 5 - Orchestra Giovanile Luigi Cherubini, concerts, 2009 & 2014 (RMMusic)
- Tchaïkovski : Symphonie n° 6 - Orchestre national de France, 2003 (Radio France/Naïve).
- Tchaïkovski : Concerto pour piano n° 1 - Andreï Gavrilov, Philharmonia Orchestra, 1978 (EMI).
- Telemann : Concerto pour trompette et orchestre en ré majeur - Maurice André, Philharmonia Orchestra, 1985 (EMI).
- Torelli : Concerto pour trompette et orchestre en ré majeur - Maurice André, Philharmonia Orchestra, 1985 (EMI).
- Verdi : Messa da Requiem - Renata Scotto, Agnes Baltsa, Veriano Luchetti, Ievgueni Nesterenko, Ambrosian Chorus, Philharmonia Orchestra, 1979 (EMI).
- Verdi : Messa da Requiem - Jessye Norman, Agnes Baltsa, José Carreras, Ievgueni Nesterenko, Chor und Symphonieorchester des Bayerischen Rundfunks, concert à Munich, 8-9.X.1981 (RMMusic/BR Klassik, 2021).
- Verdi : Messa da Requiem - Cheryl Studer, Dolora Zajic, Luciano Pavarotti, Samuel Ramey, Coro e Orchestra del Teatro alla Scala di Milano, concert à la Scala, 26/29.VI.1987 (EMI).
- Verdi : Messa da Requiem - Barbara Frittoli, Olga Borodina, Mario Zeffiri, Ildar Abdrazakov, Chicago Symphony Orchestra & Chorus, 2010 (CSO Resound).
- Verdi : Quattro pezzi sacri - Arleen Auger, Rundfunk Chor Stockholm, Stockholmer Kammerchor, Berliner Philharmoniker, 1983 (EMI).
- Vivaldi : Gloria RV589, Magnificat RV611 - Teresa Berganza, Lucia Valentini Terrani, New Philharmonia Orchestra & Chorus, 1977 (EMI).
- Vivaldi : Les Quatre Saisons, Concerto pour flûte, hautbois et basson en fa majeur « La tempesta di mare », Concerto pour flûte en sol mineur « La notte » - Giulio Franzetti (violon), Bruno Cavallo (flûte), Alberto Negroni (hautbois), Valentino Zucchiati (basson), I solisti dell'Orchestra Filarmonica della Scala, 1994 (EMI).

### Concerts
- Concert du 150e anniversaire des Wiener Philharmoniker, avec Christa Ludwig, 22 mars 1992, Musikverein (Vienne) : Schubert, Symphonie n° 8 ; Mahler, Rückert-Lieder ; Beethoven, Ouverture Coriolan ; Mendelssohn, Symphonie n° 4 ; Ravel, Boléro - Sony (Japon), 2021.
- Concert du nouvel an à Vienne - Wiener Philharmoniker, 1993 (Philips).
- Concert du nouvel an à Vienne - Wiener Philharmoniker, 1997 (EMI).
- Concert du nouvel an à Vienne - Wiener Philharmoniker, 2000 (EMI).
- Concert du nouvel an à Vienne - Wiener Philharmoniker, 2004 (Deutsche Grammophon).
- Concert du nouvel an à Vienne - Wiener Philharmoniker, 2018 (Sony).
- Concert du nouvel an à Vienne - Wiener Philharmoniker, 2021 (Sony).
- Concert du nouvel an à Vienne - Wiener Philharmoniker, 2025 (Sony).
- Italian Masterworks (Verdi, Puccini, Mascagni, Boito [voir supra]) - Riccardo Zanellato (basse), Chicago Symphony Orchestra & Chorus, concert à Chicago, juin 2017 (CSO Resound, 2018).

## Vidéographie

### Opéra
- Donizetti : Don Pasquale - Ferruccio Furlanetto, Nuccia Focile, Gregory Kunde, Lucio Gallo, Coro e Orchestra del Teatro alla Scala di Milano, Stefano Vizioli (mise en scène), live à la Scala de Milan, 1994 (TDK).
- Donizetti : Don Pasquale - Claudio Desderi, Laura Giordano, Mario Cassi, Coro del Teatro Municipale di Piacenza, Orchestra Giovanile Luigi Cherubini, Andrea De Rosa (mise en scène), live au Festival de Ravenne, 2006 (Arthaus).
- Mozart : Don Giovanni - Thomas Allen, Edita Gruberová, Ann Murray, Claudio Desderi, Francisco Araiza - Coro e Orchestra del Teatro alla Scala di Milano, Giorgio Strehler (mise en scène), live à la Scala de Milan, 7.XII.1987 (Opus Arte).
- Mozart : Don Giovanni - Carlos Álvarez, Anna Caterina Antonacci, Adrianne Pieczonka, Ildebrando D'Arcangelo, Franz-Josef Selig, Michael Schade, Angelika Kirchschlager, Lorenzo Ragazzo, Chor und Orchester der Wiener Staatsoper, Roberto De Simone (mise en scène), live au Theater an der Wien, 1999 (Arthaus).
- Mozart : Così fan tutte - Margaret Marshall, Ann Murray, James Morris, Francisco Araiza, Kathleen Battle, Sesto Bruscantini, Wiener Staatsopernchor, Wiener Philharmoniker, Michael Hampe (mise en scène), live au Festival de Salzbourg, 1983 (TDK).
- Mozart : Cosi fan tutte - Daniela Dessì, Delores Ziegler, Alessandro Corbelli, Josef Kundlák, Adelina Scarabelli, Coro e Orchestra del Teatro alla Scala di Milano, Micheal Hampe (mise en scène), live à la Scala de Milan, 1989 (Opus Arte).
- Mozart : Cosi fan tutte - Barbara Frittoli, Angelika Kirchschlager, Bo Skovhus, Michael Schade, Monica Bacelli, Alessandro Corbelli, Chor und Orchester der Wiener Staatsoper, Roberto De Simone (mise en scène), live au Theater an der Wien, juin 1996 (Medici Arts).
- Mozart : La Flûte enchantée - Christian Gerhaher, Paul Groves, Gena Kühmeier, René Pape, Diana Damrau, Franz Grundheber (de), Irena Bespailovaite, Karine Deshayes, Ekaterina Gubanova, Wiener Staatsopernchor, Wiener Philharmoniker, Pierre Audi (mise en scène), Karel Appel (décors), live au Festival de Salzbourg, 2006 (Decca).
- Pergolesi : Lo frate 'nnamorato - Alessandro Corbelli, Nuccia Focile, Amelia Felle, Orchestra del Teatro alla Scala di Milano, Roberto De Simone (mise en scène), live à Milan, décembre 1989 (Opus Arte).
- Poulenc : Dialogues des carmélites - Dagmar Schellenberger, Anja Silja, Laura Aikin, Barbara Dever, Gwyne Geyer, Coro e Orchestra del Teatro alla Scala di Milano, Robert Carsen (mise en scène), live à Milan, Teatro degli Arcimboldi, février 2004 (TDK).
- Puccini : Tosca - Maria Guleghina, Salvatore Licitra, Leo Nucci, Coro e Orchestra del Teatro alla Scala, Luca Ronconi (mise en scène), live à la Scala, mars 2000 (TDK/EuroArts)
- Puccini : Manon Lescaut - Maria Guleghina, José Cura, Lucio Gallo, Coro e Orchestra del Teatro alla Scala, Liliana Cavani (mise en scène), live à la Scala, 1998 (Arthaus).
- Rossini : Guglielmo Tell - Giorgio Zancanaro, Cheryl Studer, Chris Merritt, Coro e Orchestra del Teatro alla Scala di Milano, Luca Ronconi (mise en scène), live à Milan, 1988 (Opus Arte)[1].
- Rossini : La donna del lago - June Anderson, Martine Dupuy, Rockwell Blake, Chris Merritt, Coro e Orchestra del Teatro alla Scala di Milano, Werner Herzog (mise en scène), live à Milan, 1992 (Opus Arte).
- Rossini : Moïse et Pharaon - Ildar Abdrazakov, Erwin Schrott, Barbara Frittoli, Coro e Orchestra del Teatro alla Scala di Milano, Luca Ronconi (mise en scène), live à Milan, Teatro degli Arcimboldi, 2003 (TDK/Arthaus).
- Salieri : Europa riconosciuta - Diana Damrau, Gena Kühmeier, Daniela Barcellona, Giuseppe Sabbatini, Coro e Orchestra del Teatro alla Scala di Milano, Luca Ronconi (mise en scène), Pier Luigi Pizzi (décors et costumes), live à la Scala de Milan, 7.XII.2004 (Erato).
- Verdi : Attila - Samuel Ramey, Cheryl Studer, Giorgio Zancanaro, Coro e Orchestra del Teatro alla Scala di Milano, Jérôme Savary (mise en scène), live à la Scala de Milan, 1991 (Opus Arte).
- Verdi : Don Carlo - Luciano Pavarotti , Daniela Dessì, Samuel Ramey, Paolo Coni, Luciana D'Intino, Coro e Orchestra del Teatro alla Scala di Milano, Franco Zeffirelli (mise en scène), live à la Scala de Milan, décembre 1992 (EMI).
- Verdi : Ernani - Plácido Domingo, Mirella Freni, Renato Bruson, Nicolaï Ghiaurov, Coro e Orchestra del Teatro alla Scala di Milano, Luca Ronconi (mise en scène), Ezio Frigerio (décors), live à la Scala de Milan, 1982 (Warner).
- Verdi : Falstaff - Ambrogio Maestri, Roberto Frontali, Juan Diego Flórez, Barbara Frittoli, Anna Caterina Antonacci, Inva Mula, Luigi Roni, Coro e Orchestra del Teatro alla Scala di Milano, Ruggero Cappuccio (mise en scène), live à Busseto, Teatro Giuseppe Verdi, 10.IV.2001 (TDK).
- Verdi : Nabucco - Renato Bruson, Ghena Dimitrova, Paata Burchuladze, Coro e Orchestra del Teatro alla Scala di Milano, Roberto De Simone (mise en scène), live à la Scala de Milan, 1987 (Kultur).
- Verdi : Otello - Plácido Domingo, Barbara Frittoli, Leo Nucci, Coro e Orchestra del Teatro alla Scala di Milano, Graham Vick (mise en scène), live, 2001 (Arthaus).
- Verdi : Otello - Aleksandrs Antonenko, Marina Poplavskaya, Carlos Álvarez, Wiener Staatsopernchor, Wiener Philharmoniker, Stephen Langridge (mise en scène), live au Festival de Salzbourg, 2008 (CMajor/Unitel Classica).
- Verdi : La traviata - Tiziana Fabbricini, Roberto Alagna, Paolo Coni, Coro e Orchestra del Teatro alla Scala di Milano, Liliana Cavani (mise en scène), live à la Scala de Milan, 1992 (Sony).
- Verdi : I vespri siciliani - Giorgio Zancanaro, Chris Merritt, Cheryl Studer, Enzo Capuano, Ferruccio Furlanetto, Coro e Orchestra del Teatro alla Scala di Milano, Pier Luigi Pizzi (mise en scène, décors et costumes), live à Milan, 1989 (Opus Arte).

### Musique symphonique, musique sacrée...
- Beethoven : Concerto pour piano n° 4 - Claudio Arrau, The Philadelphia Orchestra, 6.II.1983 (Philips).
- Beethoven : Symphonie n° 5 ; Tchaïkovski : Roméo et Juliette, ouverture fantaisie - Orchestra Giovanile Luigi Cherubini, répétitions et concerts, juillet 2017 (RMMusic).
- Beethoven : Missa solemnis - Rosa Feola, Alissa Kolossova, Dmitry Korchak, Ildar Abdrazakov, Konzertvereinigung Wiener Staatsopernchor, Wiener Philharmoniker, concert au Festival de Salzbourg, août 2021 (Unitel Edition, 2022).
- Cherubini : Messe solennelle en sol majeur pour le sacre de Louis XVIII - Coro Filarmonico e Orchestra Filarmonica della Scala, 1992 (Sony).
- Haydn : La Création - Lucia Popp, Francisco Araiza, Samuel Ramey, Olaf Bär, Iris Vermillion, Wiener Staatsopernchor, Wiener Philharmoniker, concert au Festival de Salzbourg, 1990 (Arthaus).
- Haydn : Les Sept Dernières Paroles du Christ en croix -  Orchestra Filarmonica della Scala, 2001 (Musicom).
- Haydn : Symphonie n° 104 ; Mozart : Exsultate, jubilate ; Porpora : Salve Regina pour alto, cordes et continuo - Ruth Ziesak, Angelika Kirchschlager, Orchestra Filarmonica della Scala, concert à Naples, Teatro San Carlo, 2002 (EMI).
- Jommelli : Betulia liberata - Laura Polverelli, Antonio Giovannini, Dmitry Korchak, Vito Priante, Philharmonia Chor Wien, Orchestra Giovanile Luigi Cherubini, concert à Ravenne, Basilique Saint-Apollinaire in Classe, 2018 (RMMusic).
- Mozart : Betulia liberata K. 118 - Michael Spyres, Alisa Kolosova, Marta Vandoni Iorio, Nahuel di Pierro, Barbara Bargnesi, Arianna Vendittelli, Philharmonia Chor Wien, Orchestra Giovanile Luigi Cherubini, concert à Ravenne, Théâtre Dante Alighieri, 2018 (RMMusic).
- Mozart : Symphonies n° 40 & n° 41, Divertimento K. 136 - Wiener Philharmoniker, concert au Festival de Salzbourg, juillet 1991 (Philips).
- Mozart : Festkonzert from Salzburg 2006 : Concerto pour piano n° 25 (Mitsuko Uchida), Sinfonia concertante pour violon et alto (Gidon Kremer, Iouri Bachmet), « Hai già vinta la causa... Vedrò mentr'io sospiro » [Le Nozze di Figaro] (Thomas Hampson), « Heil sei euch Geweihten! » [Die Zauberflöte] (Wiener Singverein), Symphonie n° 35 - Wiener Philharmoniker, concert à Salzbourg, 2006 (vidéo Deutsche Grammophon).
- Paisiello : Missa defunctorum - Beatriz Diaz, Arianna Venditelli, Lucia Napoli, Anna Malavasi, Alessandra Visentin, Juan Francisco Gatell, Baltazar Zúñiga, Nahuel Di Pierro, Dragoljub Bajic', Raffaele Pisani, Fabrizio Da Ros, La Stagione Armonica, Orchestra Giovanile Luigi Cherubini, concert à Ravenne, Basilique Saint-Apollinaire in Classe, 2018 (RMMusic).
- Pergolesi : Stabat Mater - Barbara Frittoli, Anna Caterina Antonacci, Orchestra Filarmonica della Scala, concert à Saronno, Sanctuaire de la Beata Vergine dei Miracoli, 2000 (EMI).
- Schubert : Symphonie n° 9 ; Martucci : La Canzone dei ricordi ; Verdi : Ouverture de La forza del destino - Violeta Urmana, Berliner Philharmoniker, concert à Naples, Teatro San Carlo, 2009 (Medici Arts).

### Concerts
- Concert du 150e anniversaire des Wiener Philharmoniker, avec Christa Ludwig, 22 mars 1992, Musikverein (Vienne) : Schubert, Symphonie n° 8 ; Mahler, Rückert-Lieder ; Beethoven, Ouverture Coriolan ; Mendelssohn, Symphonie n° 4 ; Ravel, Boléro (Sony).
- Concert du nouvel an à Vienne, Wiener Philharmoniker, 2000 (EMI).
- Concert du nouvel an à Vienne, Wiener Philharmoniker, 2004 (Deutsche Grammophon).
- Concert du nouvel an à Vienne, Wiener Philharmoniker, 2018 (Sony).
- Concert du nouvel an à Vienne, Wiener Philharmoniker, 2021 (Sony).
- Concert du nouvel an à Vienne, Wiener Philharmoniker, 2025 (Sony).
- Live from Teatro La Fenice (Beethoven: Ouverture La Consécration de la maison, Stravinsky: Symphonie de Psaumes, Caldara: Te Deum, Wagner: Kaisermarsch, Huldigungsmarsch) - Patrizia Ciofi, Sara Mingardo, Michele Pertusi, Nicolas Rivenq..., Orchestra e Coro del Teatro La Fenice, concert d'inauguration de la réouverture de La Fenice, Venise, 14.XII.2003 (Arthaus).

### Documentaire
- Muti conducts Verdi , documentaire (entretien, conférence, répétitions, extraits de concerts), 2013 (RMMusic).